# میگل آنخل روبیو (بازیکن فوتبال)
میگل آنخل روبیو (انگلیسی: Miguel Ángel Rubio؛ زادهٔ ۳۱ اوت ۱۹۶۱) بازیکن فوتبال اهل اسپانیا است.